# Гаврилиади, Пётр Саввич
Пётр Саввич Гаврилиади (1927, Тифлис — 16 июля 1972, Москва) — советский футбольный судья и тренер, первый дипломированный тренер по футболу г. Сочи.

## Биография
Родился в Тифлисе. В молодости носил фамилию Гаврилов. Окончил институт физической культуры, после чего в 1952 году был направлен в Сочи по распределению.
В 1950—1970-е годы в качестве футбольного арбитра обслуживал матчи чемпионата СССР (116 матчей в высшей лиге), имел звание судьи всесоюзной категории (31.03.1958). Несколько раз входил в ежегодный список лучших футбольных судей СССР. За обслуживание ста матчей команд высшей лиги был награждён золотой медалью Федерации футбола СССР.
В августе 1958 года ошибка Гаврилова в матче лидеров сезона «Спартака» и киевского «Динамо» (судья остановил секундомер на 9 секунд позже положенного времени) привела к тому, что киевляне подали протест. Основания для протеста были достаточно слабыми, тем не менее результат матча (3:2 в пользу «Спартака») был аннулирован, и матч — переигран.
В апреле 1971 года Гаврилиади судил матч между ЦСКА и «Араратом». В том поединке голкипер армейцев Леонид Шмуц забросил мяч в собственные ворота (этот гол оказался единственным), после чего карьера голкипера пошла на спад.
Помимо работы арбитром тренировал взрослые и детские сочинские команды. Возглавляемые Гаврилиади коллективы («Спартак», «Пищевик», «Строитель») в разные годы выигрывали чемпионат Сочи, а «Строитель» в 1961—1962 годах становился бронзовым призёром чемпионата Краснодарского края. Был одним из первых тренеров чемпиона Европы 1960 года Славы Метревели, в середине 1950-х годов игравшего за хостинский «Спартак».
Работал в ДЮСШ № 2. В 1962 году сборная школьников города под руководством Гаврилиади заняла первое место на Спартакиаде школьников в Татарстане. Возглавляемая им юношеская сборная Сочи неоднократно выигрывала первенство Краснодарского края. Несколько воспитанников Гаврилиади стали игроками всесоюзного уровня, среди них — Джемал Силагадзе.
В 1963 году Гаврилиади повёз на всесоюзные соревнования «Таксомотор», и тот завоевал бронзовые медали.
С конца 1960-х годов сосредоточился на работе арбитром.
Умер в июле 1972 года во время сдачи судейских нормативов на стадионе в «Лужниках».

## Память
В 2013 году на стадионе ДЮСШ № 1 г. Сочи в честь П. С. Гаврилиади была установлена памятная доска. Кроме того, в городе проводится ежегодный футбольный турнир его памяти.

## Достижения
судья
- Награждён памятной золотой медалью за судейство более 100 матчей в высшей лиге.
- В списках лучших судей за 1958—1960, 1962 и 1969 годы.

тренер
- бронзовый призёр Краснодарского края (2): 1961, 1962
- чемпион города Сочи: 1961